# Correu brossa
El correu brossa (spam en anglès) és aquell missatge enviat per un mitjà electrònic, indiscriminada i massivament, sense el consentiment del receptor. L'Agència espanyola de protecció de dades amplia a qualsevol via de comunicació. La seva finalitat generalment és comercial, tot i que també són freqüents els enganys amb la intenció de treure profit econòmic de les víctimes. Tradicionalment, els seus mitjans de difusió han estat el correu electrònic i els grups de discussió, però amb la popularització de les noves tecnologies l'spam s'ha estès i ara també apareix en altres mitjans com blogs, wikis, fòrums, missatgeria instantània, etc.

Avui dia, el principal mètode de distribució de correu brossa — són els ordinadors zombies infectats — en la seva majoria PCs amb Windows.

## Història
El 1993 la Federación de Comercio Electrónico y Marketing Directo (hui en dia Adigital (Asociación Española de la Economía Digital)) publicà una llista d'exclusió de publicitat o llista Robinson en la que els registrats a la llista podien excloure's de la publicitat per via correu postal. Els mitjans per als quals efectuar-se l'exclusió foren ampliats el 2009 incloent el correu electrònic, les cridades telefòniques, els SMS i els MMS. Aquestes llistes no deixen de rebre sospites d'infectivitat.
El 2017 hi havia aproximadament uns 500.000 inscrits, xifra considerada baixa per l'Agència espanyola de protecció de dades.

## Problemàtica
És una pràctica rebutjada per la comunitat d'usuaris per les molèsties que causa, ja que els missatges no sol·licitats arriben juntament als usuaris amb els missatges de comunicació personal o laboral. També pot haver problemes per l'augment general del trànsit a Internet, cosa que pot arribar a col·lapsar la xarxa, mentre que a nivell individual, aquells usuaris que no facin servir una tarifa plana pagaran, sense adonar-se'n, per rebre missatges no desitjats. És per tot això que existeixen eines per detectar i apartar el correu brossa abans de descarregar i obrir el correu electrònic.
En els darrers anys l'ús del correu brossa s'ha incrementat notablement, donat que enviar-ne a centenars de persones de les quals es coneix l'adreça electrònica és molt fàcil, ràpid i barat.
L’impacte econòmic del correu brossa és considerable, ja que afecta les empreses i els individus en diversos aspectes. Per a les empreses, la pèrdua de productivitat és un dels costos més evidents. Els empleats dediquen una part del seu temps a revisar i eliminar correus no desitjats, cosa que es tradueix en hores de treball improductives. Un estudi estima que el cost global associat a la pèrdua de productivitat a causa del correu brossa supera els 20.000 milions de dòlars anuals.
A més de la productivitat, hi ha despeses directes relacionades amb les infraestructures necessàries per combatre el correu brossa. Les empreses inverteixen en servidors, filtres antispam i software de seguretat per protegir les seves comunicacions, incrementant els costos operatius. Segons dades de Statista, el mercat de solucions antispam creix any rere any, amb una despesa significativa en tecnologies de ciberseguretat.
El correu brossa també té conseqüències financeres per als usuaris particulars, especialment quan conté esquemes fraudulents. El Federal Trade Commission (FTC) dels Estats Units reporta que milions de dòlars es perden cada any per estafes vinculades al correu electrònic, com ara phishing o esquemes piramidals.
Un altre efecte econòmic destacable és l’impacte en les operacions de les empreses. Les campanyes massives de correu brossa poden col·lapsar xarxes i provocar temps d'inactivitat dels sistemes, cosa que implica pèrdues directes en ingressos i possibles danys reputacionals.
Finalment, cal considerar l’impacte econòmic més subtil però igualment significatiu: l’esgotament dels recursos digitals. El correu brossa ocupa espai de memòria i consumeix ample de banda, fet que obliga els proveïdors de serveis d’Internet i empreses tecnològiques a incrementar les seves capacitats, amb costos associats que, en última instància, recauen sobre els consumidors.

## Resposta
Des dels inicis d'Internet (ARPANET), enviar correu brossa ha estat prohibit. Gary Thuerk, qui possiblement va enviar el primer missatge de correu brossa a 600 persones l'any 1978, va ser amonestat. Com a conseqüència dels seus efectes negatius molts països han promogut lleis contra el correu brossa, inclosos membres de la Unió Europea, i s'ha arribat a prohibir a alguns països. Qui envia correu brossa pot esperar de rebre centenars o milers de correus de protestes o d'insults. Molts proveïdors de correu electrònic, però, recomanen no contestar mai a l'spam, ja que al remitent li pot servir de confirmació que l'adreça electrònica existeix i està en ús.

## Etimologia despam
La paraula spam prové d'una marca americana de carn de porc enllaunada. Aquesta adquireix l'ús actual amb connotacions de cosa innecessària, massa abundant i de poca qualitat a partir d'un esquetx molt popular dels Monty Python. Durant l'esquetx, dos clients en una cafeteria plena de vikings intenten demanar un esmorzar a partir d'un menú on aquesta carn està inclosa a tots els plats.
Terry Jones apareix com a cambrera, Eric Idle com a Mr. Bun, Graham Chapman com a Mrs. Bun i John Cleese com a hongarès. En només tres minuts i mig de durada es construeix l'argument en què la cambrera només té plats amb Spam i Mrs.Bun és l'única persona de la sala que vol un plat sense Spam. A la conversa comença a introduir-s'hi la paraula Spam, sentint-se de fons vikings cantant "spam" sense parar. La paraula s'hi utilitza unes 130 vegades. És l'esquetx final del capítol 25 de Monty Python's Flying Circus i va ser emès per primera vegada el 15 de desembre del 1970. Tot i la seva curta durada, l'esquetx esdevingué immensament popular.